# Pituicito
Un pituicito è una cellula gliale della neuroipofisi. Sono cellule neurogliali, provviste di prolungamenti che decorrono parallelamente agli assoni amielinici inguainandoli e terminano in prossimità della parete dei capillari, la loro funzione non è chiara, forse svolgono funzione locale di mediatore nel modulare il rilascio di ossitocina e di ADH.
Generalmente i pituiciti assumono un colore porpora scuro e sono fra le strutture più facili da identificare nella regione (pars nervosa della neuroipofisi). Sono simili agli astrociti del sistema nervoso centrale.